# Difluoreto de metilfosfonotióico
Difluoreto de metilfosfonotioico é um organofosforado formulado em CH3F2SP.